# Battaglia delle Termopili (1941)
La battaglia delle Termopili fu uno scontro avvenuto durante l'invasione della Grecia nella seconda guerra mondiale fra le truppe greco-britanniche e quelle tedesche, che avevano lo scopo di allentare la presa degli Alleati sul territorio greco dopo il fallimento della campagna italiana.
In seguito allo sfondamento delle loro linee, le forze britanniche e del Commonwealth si trincerarono sul Monte Olimpo per tentare di fermare i tedeschi, ma dopo furiosi scontri vennero respinti dalla "Leibstandarte" dell'SS-Obergruppenführer Josef Dietrich, verso le Termopili (famose per la battaglia del 480 a.C.), dove riuscirono a bloccare temporaneamente l'avanzata tedesca permettendo in tal modo a gran parte del contingente Alleato di imbarcarsi e di sfuggire in tal modo alla cattura.

## La sconfitta degli italiani, l'intervento tedesco e l'entrata in guerra della Grecia

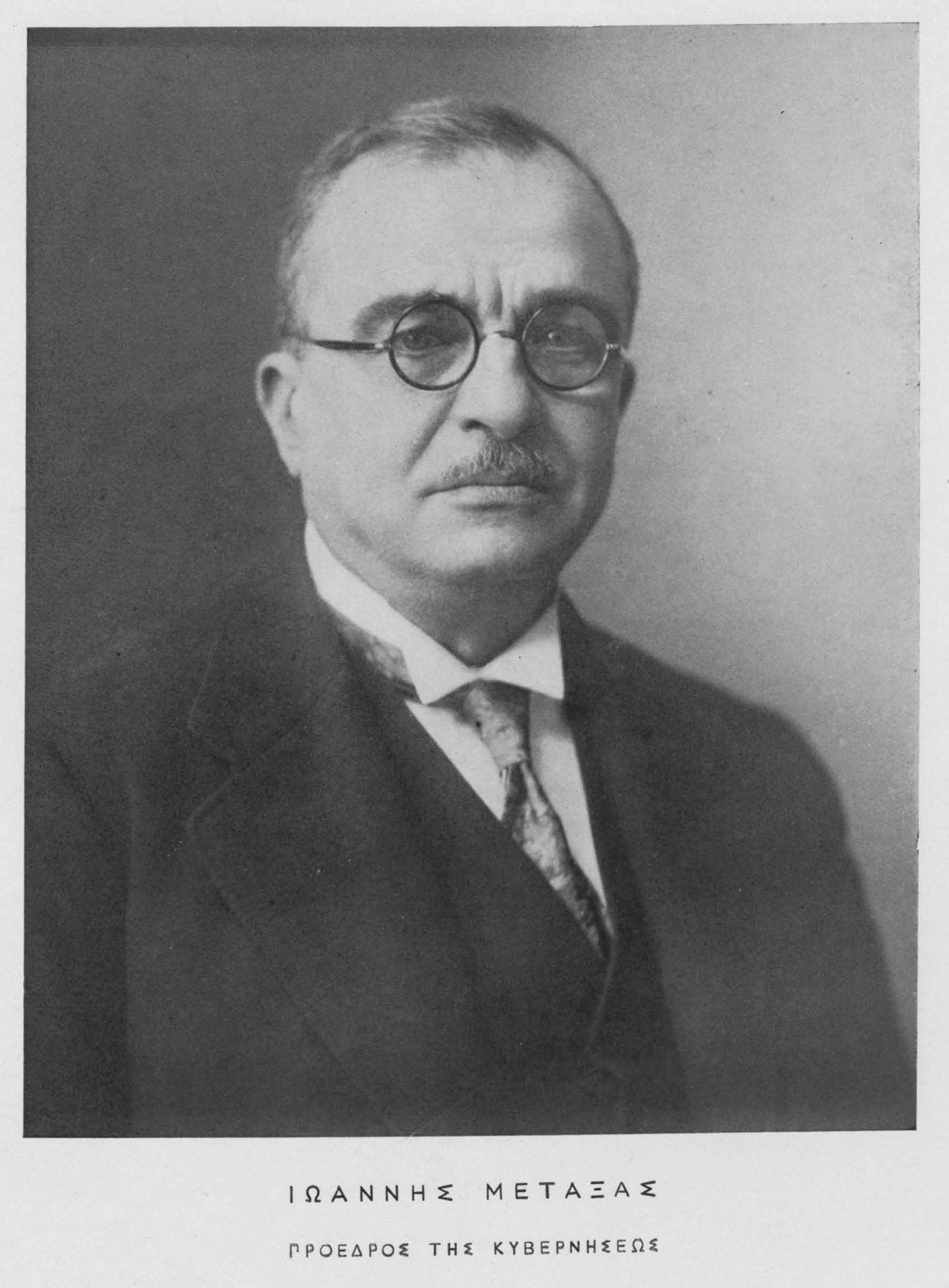
Ioannis Metaxas, dittatore della Grecia

Quando la guerra scoppiò nel 1939, il dittatore Ioannis Metaxas aveva da qualche anno iniziato una politica estera basata su orientamenti filobritannici. Gli eventi non cambiarono minimamente i suoi rapporti con Re Giorgio II. Metaxas fece di tutto per impedire che la Grecia entrasse in guerra, anche dopo che le mire espansionistiche di Benito Mussolini avevano preso di mira la Grecia per farne un ottimo avamposto militare nei Balcani. Nell'agosto del 1940 un sottomarino italiano colpì e affondò l'incrociatore greco Elli. Due mesi dopo, la mattina del 28 ottobre 1940, l'ambasciatore italiano ad Atene consegnò un ultimatum che Metaxas respinse all'istante. Nel giro di poche ore le truppe italiane attraversarono il confine greco-albanese e il governo di Atene fu costretto, suo malgrado, ad entrare in guerra. L'invasione cementò lo spirito di resistenza dei greci che respinsero gli italiani in territorio albanese, nonostante Metaxas avesse rifiutato l'aiuto offerto dalla Gran Bretagna pur di non provocare Hitler. Alla sua morte, nel gennaio del 1941, gli successe Alexandros Koryzis, che invece chiese e ottenne l'intervento delle truppe britanniche. Ma nel frattempo anche la Germania aveva deciso di muoversi nei Balcani e il 6 aprile 1941 invase la Grecia.

## L'organizzazione della difesa
Gli ultimi dieci carri armati del 4º ussari, gli unici degli alleati rimasti in Grecia, giunsero alle Termopili insieme con sette autoblindo che avevano coperto la retroguardia della brigata corazzata durante tutto il ripiegamento superando quattro montagne, raccogliendo sbandati e rallentando la marcia per assicurarsi che tutti i ponti che si lasciavano alle spalle fossero saltati. Oltre alle Termopili era necessario mantenere il possesso di tutto il Peloponneso, perché sulle sue rive doveva prendere imbarco il grosso del corpo di spedizione. I carri armati e quelli da ricognizione del 4º ussari furono incaricati di proteggere un'ottantina di chilometri di costa da eventuali sbarchi nemici assicurando il transito d'importanza vitale sul ponte di Corinto poiché vi dovevano passare quasi tutte le forze britanniche. Un altro pericolo era rappresentato dalla possibilità di un lancio di truppe paracadutate, specie sulla pianura retrostante alle Termopili e il 3º reggimento carri, rimasto senza un solo carro armato, vi fu dislocato in funzione antiparacadutisti.

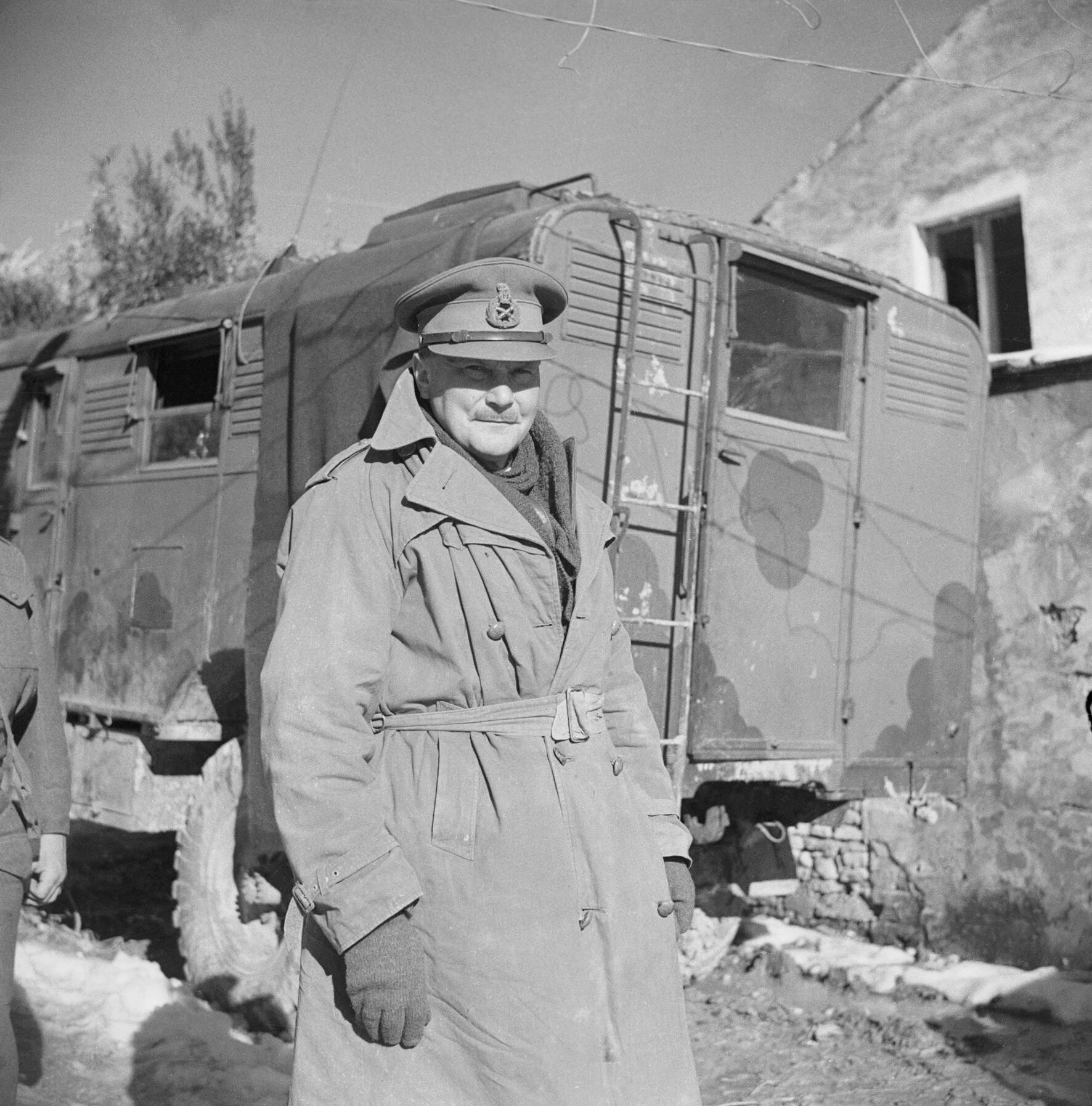
Il Generale Bernard Freyberg, capo delle forze neozelandesi.

Al generale Bernard Freyberg era stato ordinato di difendere il passo costiero, mentre il Generale Mackay aveva il compito di difendere il villaggio di Brallos.
Nel settore dei neozelandesi, la 5ª Brigata fu schierata lungo la strada costiera, a sud di Lamia e del fiume Spercheios. La 4ª Brigata era sulla destra, dove aveva stabilito delle pattuglie per sorvegliare la costa, mentre la 6ª era in riserva. Nel settore australiano, la 19ª Brigata, comprendente il 4º e l'8º Battaglione di Fanteria, difese Brallos. Il 19 aprile, il 1º e il 5º Battaglione furono piazzati sotto il comando del generale maggiore George Vasey, e durante questi due giorni anche l'11º si unì a loro. L'inizio dell'evacuazione era stato fissato per la sera del 24 aprile, il che significava che le unità di base dovevano attraversare il ponte di Corinto prima di questa data per lasciare il posto alle truppe combattenti. Perciò le Termopili dovevano essere difese da tutte le forze disponibili soltanto fino al 23 aprile, quando i reparti destinati a imbarcarsi la sera successiva avrebbero dovuto cominciare a dirigersi verso la costa. Gli inglesi si aspettavano che i tedeschi sferrassero il primo attacco già il 20 aprile, vale a dire quando la posizione non sarebbe ancora stata completamente approntata, invece, con loro grande sorpresa, non comparvero. I tedeschi nella rapida avanzata avevano perso contatto con le colonne dei rifornimenti, e dovettero fare una sosta di quattro giorni per ristabilirlo. Il ritardo probabilmente fu determinante agli effetti di tutta la campagna, dato che l'evacuazione, come si seppe più tardi, evitò il disastro per una differenza di poche ore; ma nel frattempo i difensori delle Termopili poterono riposare, schierare i cannoni e apprestare le difese. Il 22 aprile artiglieri australiani aprirono il fuoco dal passo di Brállos: l'artiglieria tedesca di medio calibro rispose e altri cannoni australiani si unirono al coro; intervennero i cannoni campali di grosso calibro e si sviluppò una battaglia di artiglieria in piena regola, durante la quale gli inglesi respinsero un attacco della fanteria tedesca. Intanto il corpo di spedizione si stava raccogliendo e si dirigeva verso la costa e il 23 aprile le file dei difensori delle Termopili si diradarono. Una delle tre brigate neozelandesi, la 5ª, distrusse tutti i cannoni e l'equipaggiamento e, non appena si fece buio, si diresse verso il punto fissato per l'imbarco. La 4ª brigata venne mandata indietro di una decina di chilometri per formare l'ultima retroguardia all'altezza di Tebe. Il vecchio passo di Mólos sulle Termopili restò difeso dalla 6ª brigata neozelandese, oltre che da pochi ussari del Northumberland e dall'artiglieria a cavallo. Gli australiani che presidiavano Brállos rimasero anch'essi sul posto con una metà degli effettivi.
Mackay e Freyberg informarono i loro uomini che non ci sarebbero stati ritiri, entrambi inconsapevoli delle discussioni di alto livello sull'evacuazione. Dopo la battaglia, Mackay disse:

## L'evacuazione e la resistenza
I tedeschi attaccarono il 24 aprile alle 7:30, primo giorno dell'evacuazione. Incontrarono una feroce resistenza, persero 15 carri e subirono ingenti perdite. Allora i tedeschi tentarono di sfondare la posizione con un assalto massiccio di carri armati, una manovra che altre volte era riuscita. L'artiglieria neozelandese, quella a cavallo e gli ussari del Northumberland trascorsero tutta la giornata del 24 aprile postando pezzi, ammassando munizioni e sparando continuamente, paghi di sfruttare l'occasione che avevano atteso e i risultati furono più che soddisfacenti. Il poderoso attacco tedesco s'infranse mentre era in pieno svolgimento, più tardi la stessa sera gli artiglieri resero inservibili i cannoni asportando gli otturatori e si ritirarono passando silenziosamente attraverso l'ultima retroguardia. Tutto il giorno successivo si tennero nascosti per sfuggire alla Luftwaffe e la sera raggiunsero la costa, creando una retroguardia 11 km a sud di Tebe. Era una buona posizione difensiva presidiata da unità neozelandesi, australiane e britanniche della forza complessiva di una brigata. L'ordine principale era di non farsi scoprire troppo presto, e per questo le artiglierie erano state mimetizzate e le comunicazioni radio sospese. I difensori delle Termopili attraversarono questa posizione la notte del 24 aprile per portarsi ai punti d'imbarco, ma i tedeschi comparvero soltanto la mattina del 26, alle 11, in una lunga fila di veicoli stipati di uomini che offrivano un bersaglio infallibile agli artiglieri in attesa. Il tiro ebbe effetti micidiali e, ancora una volta, l'avanzata tedesca fu stroncata.

## La fine della ritirata e la vittoria tedesca
Lo stesso giorno della battaglia delle Termopili il generale Papagos si dimise, l'esercito greco capitolò, il re partì per l'esilio, il quartier generale dell'ANZAC fu sciolto e i comandi australiani e neozelandesi ebbero l'ordine di abbandonare la Grecia. Il generale Wilson rimase ad Atene fino all'ultimo momento e arrivò al ponte di Corinto il 26 aprile, poco prima dell'alba. L'evacuazione era proceduta bene, fino ad allora: la 51ª, brigata neozelandese che era stata allontanata dalle Termopili, si era imbarcata la notte del 24 aprile con tutti i suoi effettivi, quasi 7 000 unità. Il giorno seguente era partita circa la metà degli australiani. In due notti erano stati evacuati complessivamente più di 18 000 uomini, ma ne rimanevano ancora circa 40 000 La zona del ponte sul canale di Corinto era, naturalmente, la più minacciata. Tuttavia, da quel momento il suo presidio si ridusse a soli tre carri armati e a un piccolo reparto di fanti australiani (erano presenti anche molti soldati greci, ma per loro la guerra era finita). Poche ore dopo che il generale Wilson e il suo stato maggiore avevano varcato il ponte, un attacco aereo mise a tacere tutti i cannoni controcarro. Subito dopo apparvero gli Junkers 52, a volo radente, e l'aria fu punteggiata di paracadute. Mentre un migliaio di paracadutisti scendevano, alcuni alianti atterrarono vicino al ponte, gli occupanti balzarono fuori, sopraffecero i picchetti di guardia e deposero rapidamente un certo numero di cariche esplosive che scoppiarono subito dopo, uccidendoli tutti.
A sud del canale l'enorme superiorità numerica dei tedeschi costrinse i pochi difensori superstiti a desistere dall'azione, ma non prima di aver messo fuori combattimento 285 uomini, fra morti e feriti del 2º reggimento paracadutisti. Ciononostante, si trattò di una netta vittoria dei tedeschi, che il 26 aprile entrarono trionfalmente in Corinto scortati da un carro armato che avevano catturato. L'occupazione del canale di Corinto significò che la 4ª brigata neozelandese, alcune unità della brigata corazzata e i fucilieri australiani che formavano la retroguardia di Tebe non potevano più imbarcarsi sulle coste del Peloponneso, e quindi dovevano essere avviati altrove. Dopo la partenza di Wilson il comando era stato assunto dal generale Freyberg, che si trovava però nel Peloponneso senza poter comunicare per radio con il gruppo attestato a Tebe. Ma nel porto di Rafina, a est di Atene e distante circa 120 km, si trovava il comando della brigata corazzata, che disponeva di un potente impianto radiotrasmittente e che poté inviare un messaggio alla retroguardia, con l'ordine di ritirarsi sulla costa vicino alla capitale. Dal momento dell'occupazione tedesca di Corinto fino all'evacuazione dell'ultimo contingente del corpo di spedizione trascorsero quasi tre giorni, durante i quali fu possibile imbarcare altri 30 000 uomini, in parte inglesi in parte australiani, sia per merito dell'organizzazione e della disciplina degli inglesi, sia perché i tedeschi non seppero sfruttare le vittorie.

## Controversie
Durante l'assalto degli Junkers 52, gli occupanti di alcuni alianti attaccarono i difensori lanciando cariche esplosive, che detonarono quasi subito dopo, uccidendo tutti. La causa dello scoppio è motivo di discussione: quando le cariche esplosero, due ufficiali inglesi vi stavano sparando contro con i loro fucili e, indubbiamente, si credette che fosse stata opera loro. Ma una pallottola di fucile avrebbe potuto provocare la deflagrazione soltanto se si fosse trattato di fulmicotone, e gli esperti affermarono che il fulmicotone non avrebbe potuto avere una simile azione dirompente. I tedeschi ritennero che le cariche fossero esplose mentre gli inglesi le stavano disinnescando frettolosamente oppure che una certa quantità di tritolo fosse stata colpita da una scheggia di granata, però in quel momento nessun cannone stava sparando. La spiegazione più verosimile, a meno che non vengano in luce altre prove, è che lo scoppio sia stato provocato veramente dai due ufficiali.

## Fasi finali dell'evacuazione
I tedeschi avevano scoperto che la posizione delle Termopili era rimasta indifesa fin dalla mezzanotte del 24 aprile, però trascorsero altri due giorni e mezzo prima che raggiungessero la retroguardia di Tebe e, nel frattempo, le operazioni d'imbarco erano state completate. A Corinto, dopo la conquista del ponte, arrivarono dalle Termopili truppe fresche; il Leibstandarte Adolf Hitler vi giunse dalla Grecia occidentale attraversando il canale a bordo di piccole imbarcazioni dalle quali scese a Patrasso per dilagare in tutto il Peloponneso, dove si trovavano ancora considerevoli forze del corpo di spedizione. Però i tedeschi non s'impegnarono risolutamente per impedirne l'imbarco. L'arma più attiva fu la Luftwaffe, che bombardò in picchiata e mitragliò tutti i punti delle coste meridionali sui quali avvistava movimenti e affondò un buon numero di navi. La notte del 26 aprile il trasporto olandese Slamat stava imbarcando un contingente di truppe a Návplion (Nauplia), ma le operazioni andarono per le lunghe; alle 3 quando fu dato il segnale di salpare, la nave era completa solo per due terzi e il comandante non ebbe il coraggio di lasciarne tanti a terra. Indugiò, malgrado i ripetuti ordini fino alle 4:15 poi si allontanò a tutta forza. Ma alle 7 lo Slantat, che si trovava ancora nel raggio d'azione dei bombardieri tedeschi, venne affondato. I cacciatorpediniere Diamond e Wryneck invertirono la rotta per raccogliere i naufraghi, però invertirono la rotta anche i bombardieri e colarono a picco le due imbarcazioni; i sopravvissuti di tutte e tre le navi furono soltanto cinquanta. 
La notte del 27 aprile più di 21 000 uomini del corpo di spedizione britannico furono tratti in salvo da cinque diversi punti d'imbarco e la notte successiva altri 5 000 della 6ª brigata neozelandese s'imbarcarono dall'estrema punta meridionale del Peloponneso. L'unico gruppo numeroso non ancora evacuato era composto di circa 7 000 uomini, in attesa nella baia di Kaláme, dalla quale erano già stati portati in salvo più di 8 000 dei loro compagni. Ma ormai era il 28 aprile e il Peloponneso era occupato dalla divisione Leibstandarte Adolf Hitler e dalla 5ª Panzerdivision, la cui pattuglia avanzata sopraffece un piccolo posto di guardia del 4º ussari, irruppe in Kaláme e catturò l'ufficiale di marina preposto alle operazioni d'imbarco e il suo segnalatore tagliando così le comunicazioni con le navi che stavano accostando. 
I 7 000 soldati inglesi che si trovavano a Kaláme non erano preparati a sostenere un combattimento. Soltanto 800 appartenevano ai reparti combattenti, gli altri erano della unità dei servizi. Il combattimento di Kaláme fu una lotta feroce con un centinaio di perdite dall'una e dall'altra parte e si concluse incredibilmente con la resa dei tedeschi superstiti, sicché gli inglesi ripresero a sperare nella salvezza. Una divisione di due incrociatori e sei cacciatorpediniere si stava avvicinando alla baia durante il combattimento. Il tenente di vascello dell'Hero, il cacciatorpediniere di testa, scese a terra per scoprire cosa stesse accadendo, ma il comandante della divisione alla vista dei proiettili traccianti e al rumore degli spari pensò logicamente che il numero degli uomini da portare in salvo doveva essere ormai così esiguo da non giustificare il rischio al quale avrebbe esposto le navi. Perciò ordinò il macchina indietro e non mutò avviso neppure quando il tenente gli segnalò circa quaranta minuti più tardi, che la sparatoria era cessata e l'evacuazione era possibile. Comunque fosse, più di 7 000 uomini, alcuni dei quali avevano combattuto per due settimane con le retroguardie scendendo dai monti della Grecia del nord fino all'estremo lembo meridionale, furono lasciati a terra.

## Conclusione
Militarmente la decisione di aiutare la Grecia si era conclusa con un disastro. Politicamente alcuni vantaggi avevano bilanciato il colpo, l'opinione pubblica statunitense, che sarebbe stata ostile alla Gran Bretagna se non si fosse mossa in soccorso della Grecia, si allarmò alla notizia dell'invasione tedesca e si gettò con tutto il proprio peso dalla parte degli alleati. Il Congresso approvò la legge affitti e prestiti che diede inizio agli aiuti americani d'importanza determinante.
L'assenza dell'Esercito greco causò una reazione tra un gran numero di soldati greci. Dopo la liberazione della Grecia dalle Potenze dell'Asse, Arīs Velouchiōtīs durante uno dei suoi discorsi affermò che questa battaglia fosse la "vergogna" del regime greco che comandava la guerra.
Con la vittoria dell'Asse, la Grecia cadde sotto un governo collaborazionista guidato dal generale Tsolakoglu. L'attuale monarca, Alexandros Koryzis, dopo la Battaglia di Creta (dove si era rifugiato con la corte e il resto dell'esercito), fuggì in Medio Oriente.
Dopo la fine della guerra, il 23 aprile 1941, i primi ad invadere ed occupare il territorio greco furono i tedeschi. Forti del contributo determinante al raggiungimento dell'armistizio esercitarono un peso tutt'altro che trascurabile sul governo collaborazionista greco. La penetrazione italiana iniziò solo tra la fine di maggio e i primi di giugno, e per alcune zone si svolse in modo particolarmente lento non soltanto per la scarsità dei mezzi di trasporto, ma anche per le estenuanti trattative con i vari comandi tedeschi, tutt'altro che comodi alleati in questa circostanza. Questa decisione comportò l'invio in Grecia di due Plenipotenziari dipendenti dai rispettivi Ministeri degli Esteri, Altenburg per i tedeschi e Ghigi per gli italiani; il compito di Ghigi fu di mantenere i rapporti con il governo greco, mentre restò al comandante dell'Armata in Grecia la gestione del territorio, l'emanazione di bandi e così via. Il compito del comandante militare andò quindi sviluppandosi in due direzione principali, l'organizzazione del territorio per il mantenimento dell'ordine e lo sfruttamento delle risorse; e la difesa militare di questa nuova conquista nell'ambito più complessivo della guerra mondiale. Questi due aspetti risultano solo parzialmente differenziabili, in quanto la gestione e lo sfruttamento delle popolazioni sottomesse fanno un tutt'uno con la necessità di difendere i territori acquisiti.
In Grecia la situazione si rivela però un po' anomala, in quanto le condizioni alimentari gravissime e la povertà del suolo e dell'industria trasformano questo paese da fonte di energia per alimentare le fornaci della guerra dell'Asse, a paese con forte bisogno di sostentamento da parte degli occupanti. Anomalia che si rifletté sull'ordine pubblico sempre minato da possibili sollevazioni popolari. Sollevazioni inizialmente molto lontane da ciò che abitualmente si chiama Resistenza, che vide la luce in forme più o meno organizzate solo a partire dal 1942.